# Almost a Dance
Almost a Dance è il secondo album della band olandese the Gathering. Inizialmente pubblicato nel 1993 dai discografici della Foundation 2000, l'album gode di una ristampa da parte dell'etichetta discografica indipendente Psychonaut Records avvenuta nel 2000.

Almost a Dance è stilisticamente paragonabile al precedente Always..., ma dal punto di vista vocale presenta nette differenze rispetto a quest'ultimo, infatti i cantanti Bart Smits e Marike Groot vennero rispettivamente sostituiti da Niels Duffhues e Martine van Loon.
Se in Always... predominava il growl di Bart Smits, qui è lo stile grunge di Niels Duffhues a far da padrone nelle parti vocali.

## Tracce
1. On a Wave – 5:53
2. The Blue Vessel – 6:04
3. Her Last Flight – 8:47
4. The Sky People – 4:27
5. Nobody Dares – 3:32
6. Like Fountains – 7:41
7. Proof – 6:18
8. Heartbeat Amplifier – 4:43
9. A Passage to Desire – 6:44

## Formazione
- Niels Duffhues – voce maschile
- Martine van Loon – voce femminile
- Jelmer Wiersma – chitarre
- René Rutten – chitarre
- Hans Rutten – batteria
- Frank Boeijen – piano, tastiere
- Hugo Prinsen Geerligs – basso, flauto